# カミラ・モローネ
カミラ・レベッカ・モローネ・ポラック（Camila Rebeca Morrone Polak、1997年6月16日 - ）は
、アメリカのモデルで女優。
ジェームズ・フランコが監督した『ブコウスキー』で女優としてデビューし、続けて2018年のサンダンス映画祭で上映された『デス・ウィッシュ』や『Never Goin' Back / ネバー・ゴーイン・バック』にも出演した。

## 生い立ちと教育
モローネは、アルゼンチン人俳優のマキシモ・モローネとルシア・ポラック（芸名：ルシラ・ソラ）の間にカリフォルニア州ロサンゼルスで生まれた。
モローネの母方の大叔母はアルゼンチン系イギリス人で病理学者のジュリア・ポラックである。母親には半分スロバニアの血が流れている。
両親はモローネ誕生の直前にロサンゼルスに移り、2006年に離婚した。モローネは2015年にビバリーヒルズ高等学校を卒業した。

## キャリア

### モデル
モローネはモデルとしてのキャリアを2016年にトルコ語版ヴォーグの表紙への登場でスタートさせた。ファッションモデルとしてはモスキーノの2017年リゾートコレクションでランウェイにデビューした。

### 演技
モローネはジェームズ・フランコが監督した2013年の映画『ブコウスキー』で女優としてデビューした。2018年にアクション映画『デス・ウィッシュ』と、オーガスティン・フリッツエェルの初監督作品『Never Goin' Back / ネバー・ゴーイン・バック』で女優業に復帰した。後者は2018年のサンダンス映画祭で初上映され、A24からリリースされた。『デイジー・ジョーンズ・アンド・ザ・シックスがマジで最高だった頃』に出演したあとで、モローネはモデルとしてよりも演技に集中していることを明らかにしている。
2019年10月18日、モローネはサンディエゴ国際映画祭でライジング・スター賞を受賞した。

## 私生活
モローネは2017年から5年間、俳優のレオナルド・ディカプリオと交際していた。

## 出演作品

### 映画
| 年   | 題名                                            | 役                   | 備考                 |
| ---- | ----------------------------------------------- | -------------------- | -------------------- |
| 2013 | Bukowski                                        | 女優                 |                      |
| 2018 | 『Never Goin' Back / ネバー・ゴーイン・バック』 | ジェシー             |                      |
| 2018 | 『デス・ウィッシュ』                            | ジョーダン・カージー |                      |
| 2019 | Mickey and the Bear                             | Mickey Peck          |                      |
| 2020 | 『ヴァレー・ガール』                            | ルビー・リッチマン   |                      |
| 未定 | Gonzo Girl                                      | Alley Russo          | ポストプロダクション |
| 未定 | Marmalade                                       | 未定                 | ポストプロダクション |

### テレビ
| 年   | 題名                                                               | 役           | ネットワーク       | 備考                         |
| ---- | ------------------------------------------------------------------ | ------------ | ------------------ | ---------------------------- |
| 2016 | Love Advent                                                        | Herself      |                    | 1エピソード                  |
| 2023 | 『デイジー・ジョーンズ・アンド・ザ・シックスがマジで最高だった頃』 | カミラ・ダン | Amazon Prime Video | ミニシリーズ、メインキャスト |

## 受賞とノミネート
| 賞                     | 年   | 部門                 | 役   | 結果 |
| ---------------------- | ---- | -------------------- | ---- | ---- |
| サンディエゴ国際映画祭 | 2019 | ライジング・スター賞 | 本人 | 受賞 |